# Wembley Park (metropolitana di Londra)
Wembley Park è una stazione delle linee Jubilee e Metropolitan della metropolitana di Londra.

## Storia
Fino al 1880 la linea Metropolitan Railway (MR) fuori Londra raggiungeva solamente la stazione di Willesden Green. Nel 1879 iniziarono I lavori per estendere la linea ad Harrow-on-the-Hill, con una stazione intermedia a Kingsbury & Neasden. Il servizio per Harrow iniziò il 2 agosto 1880, estendendo il percorso della MR (oggi linea Metropolitan) al Middlesex. A quel tempo Wembley era un'area rurale poco popolata e non meritava la costruzione di una stazione ferrovia, pertanto I treni passavano senza fermarsi. Tuttavia, il presidente del MR, Edward Watkin, era un uomo d'affari ambizioso che cercava nuovi modi per attirare passeggeri da Londra, e considerava le sterili terre di Wembley come un'opportunità.
Nel 1881 Watkin acquistò diversi appezzamenti di terrine vicino alla line MR e iniziò a costruire un parco di divertimenti Wembley, dotato di cascata, giardini ornamentali e campi da cricket e da calcio. Il fulcro di questo parco era una torre di metallo svettante, nota come Torre di Watkin. avrebbe dovuto essere alta 360 metri e quindi più alta della Torre Eiffel e avrebbe dovuto offrire viste panoramiche sulla campagna circostante, a soli 12 minuti dalla stazione di Baker Street. La stazione di Wembley Park venne costruita per servire questa zona di divertimento. La stazione aprì il 14 ottobre 1893 ed inizialmente operava soltanto il sabato in occasione delle partite di calcio. Solo il 12 maggio 1894 aprì un servizio regolare.

## Strutture e impianti
Fa parte della Travelcard Zone 4.

## Interscambi
Nelle vicinanze della stazione effettuano fermata alcune linee automobilistiche urbane, gestite da London Buses.
- Fermata autobus

## Galleria d'immagini

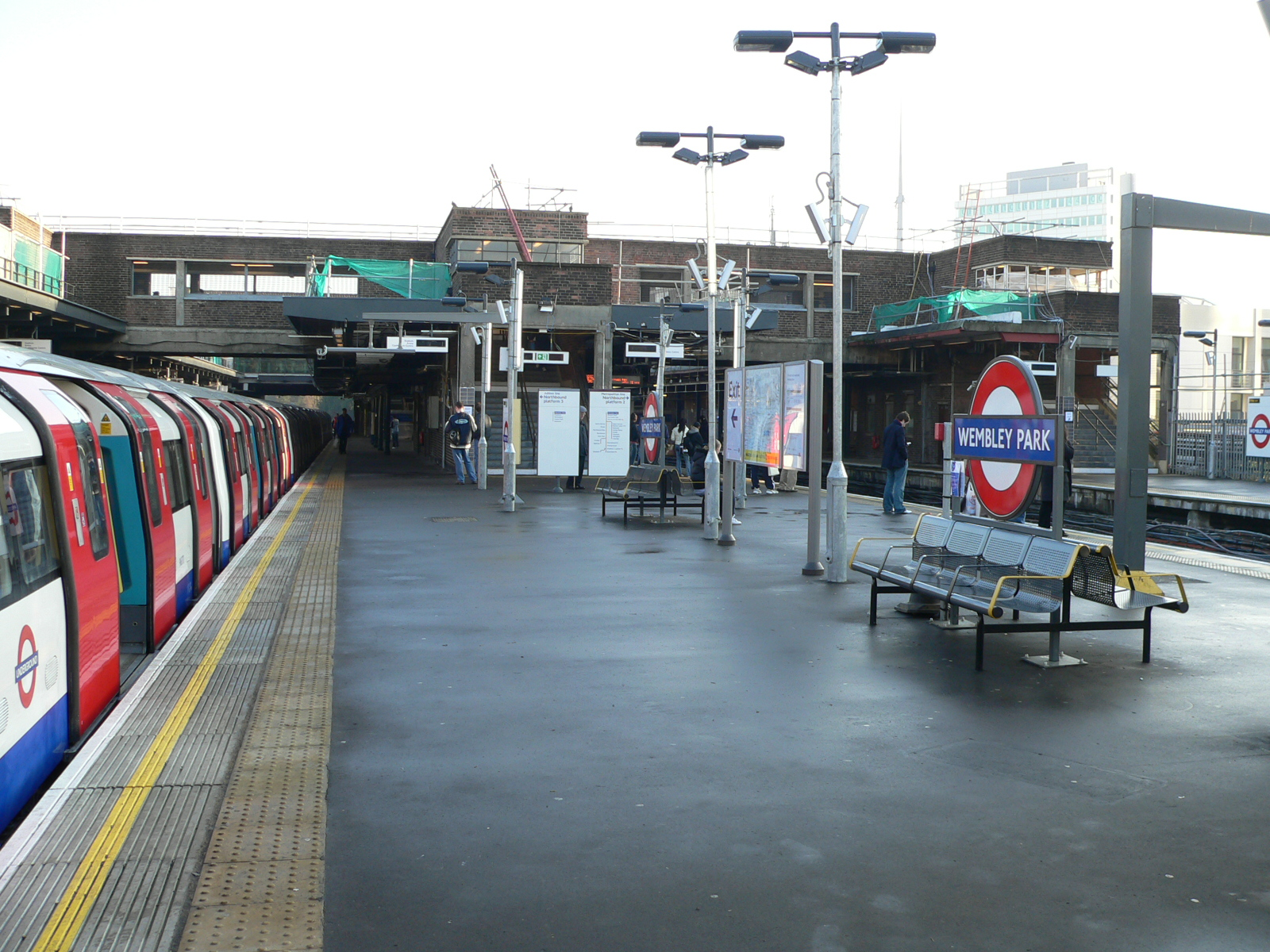
Stazione di Wembley Park
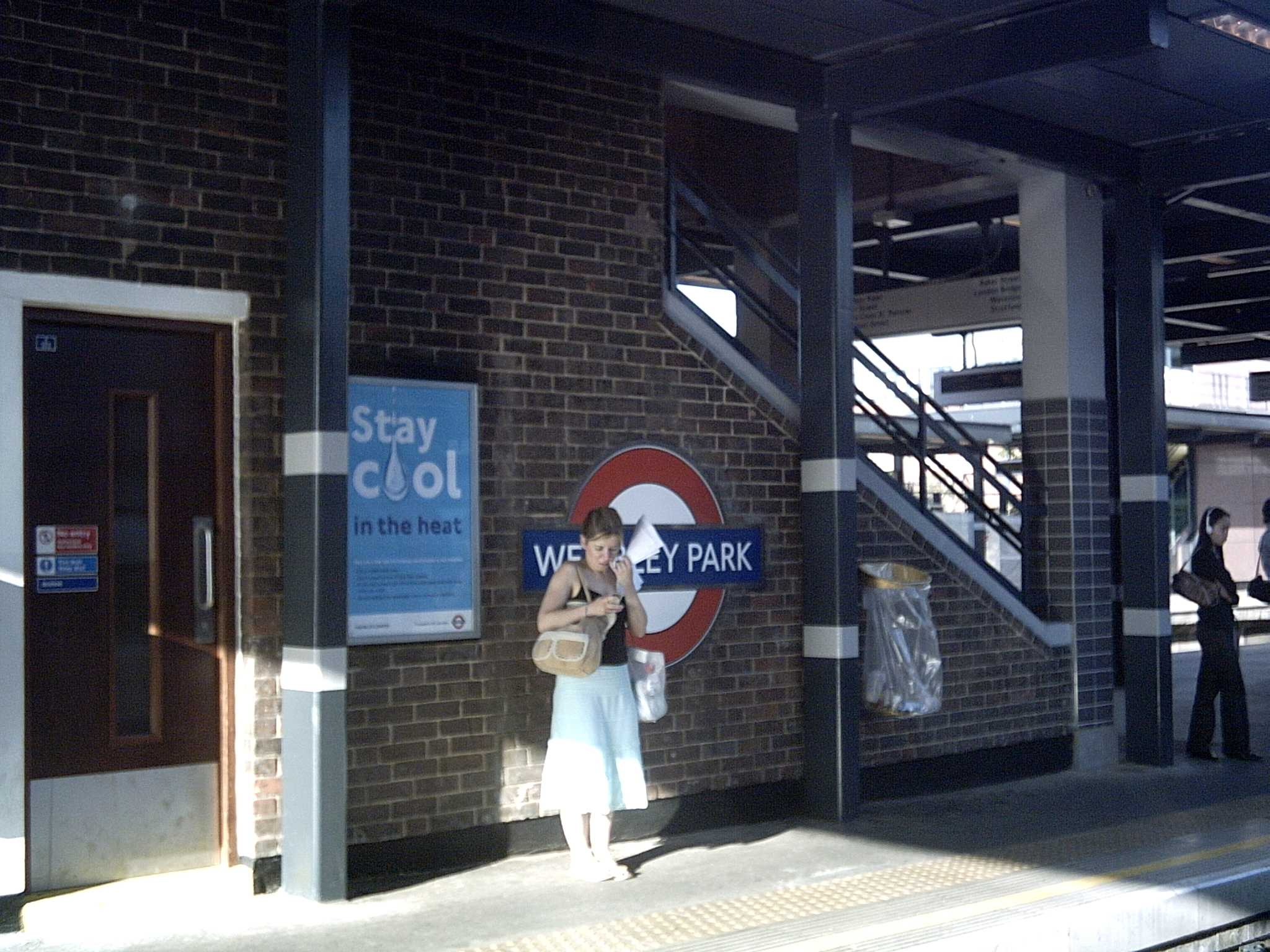
Piattaforma dei treni in direzione nord della linea Jubilee
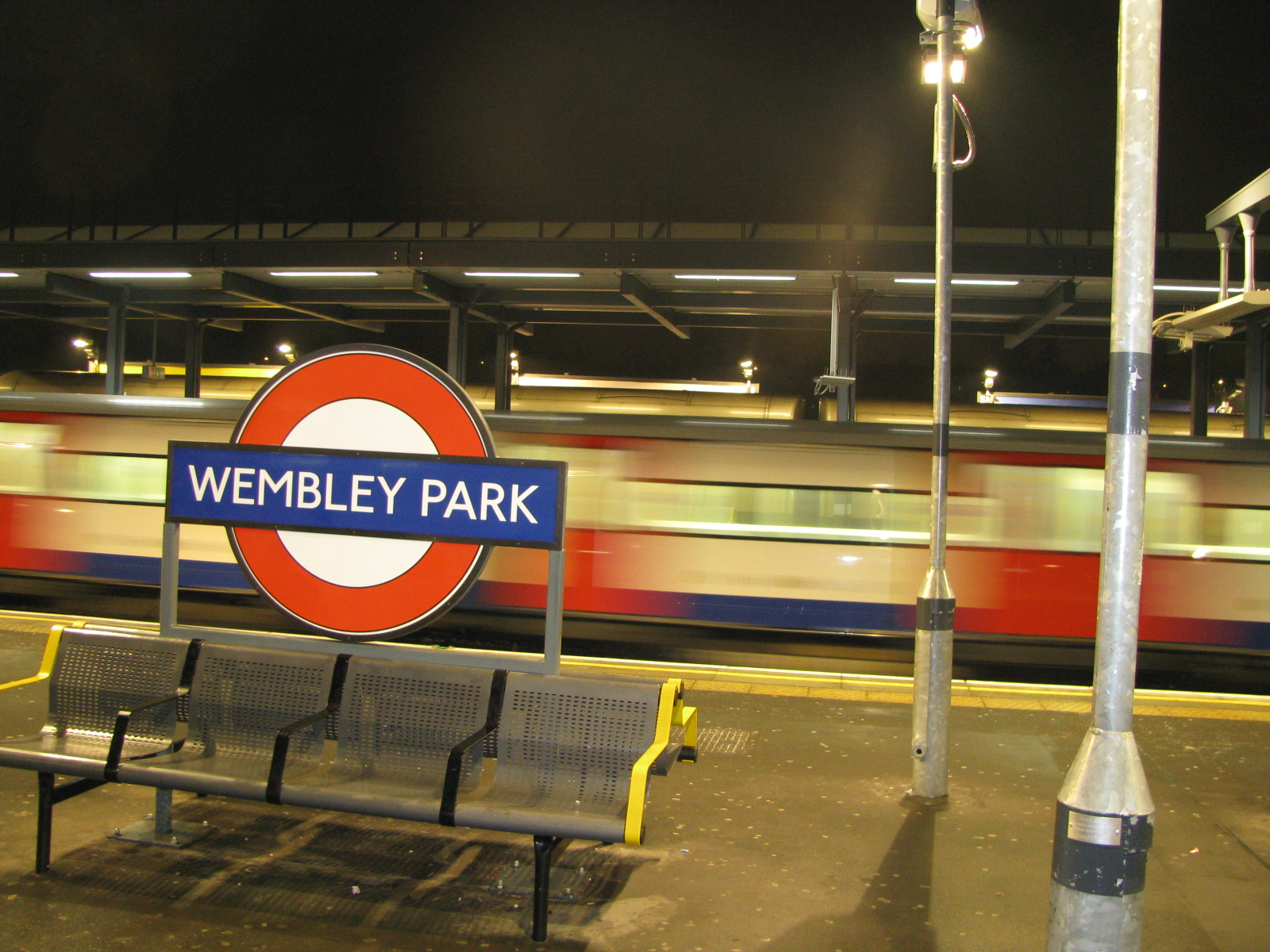
Treno in arrivo alla stazione Wembley Park
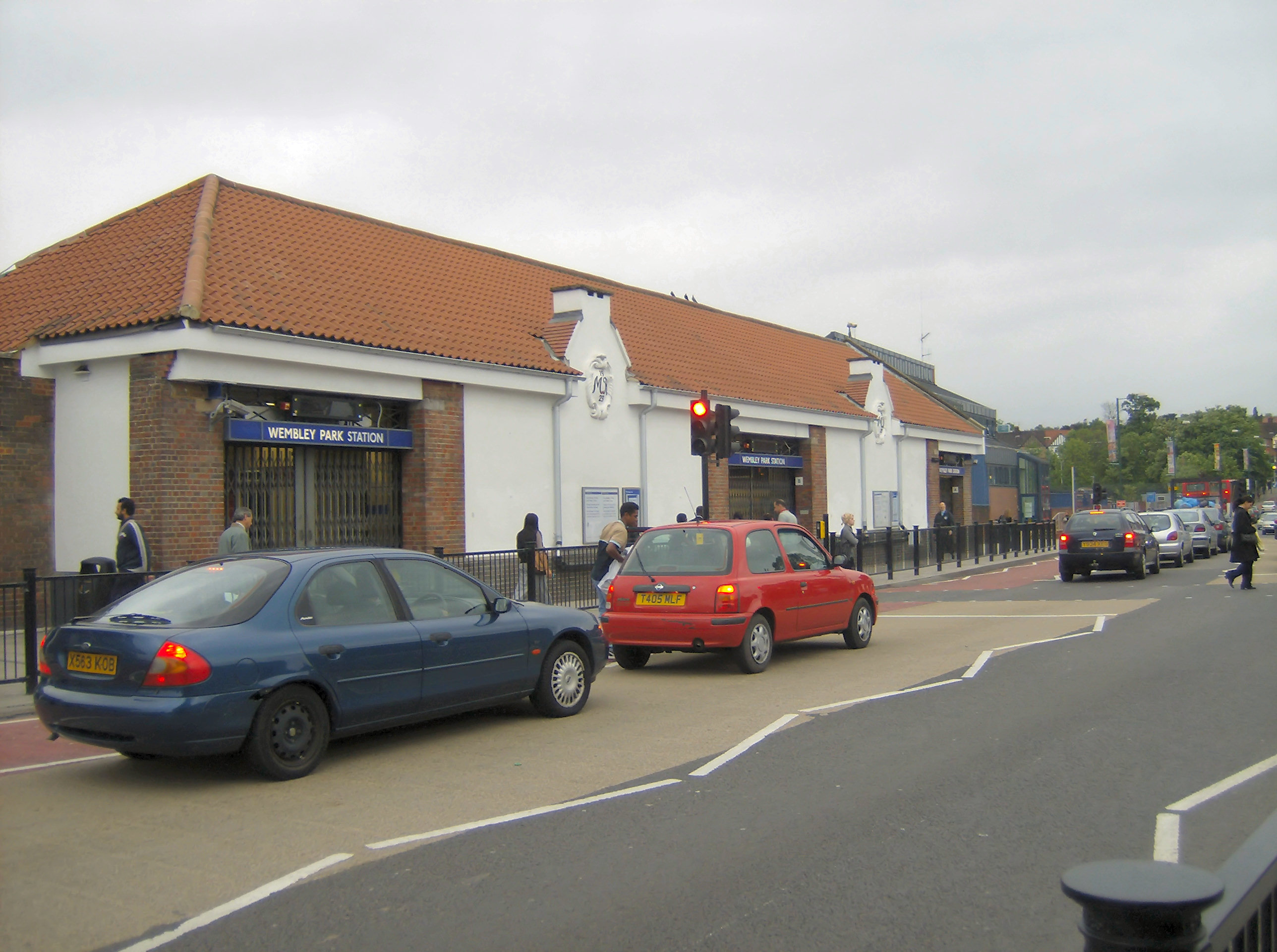
Vecchi edificio della stazione